# Маклаков, Василий Алексеевич
Васи́лий Алексе́евич Маклако́в (10 [22] мая 1869, Москва, Российская империя — 5 июля 1957, Баден, Швейцария) — российский адвокат, политический деятель. Член Государственной думы II, III и IV созывов.
Братья: Николай (1871—1918) — российский государственный деятель, министр внутренних дел и Алексей (1872—1918) — профессор Московского университета, офтальмолог.

## Образование
Окончил 5-ю Московскую гимназию в 1887 году с серебряной медалью — золотую не получил из-за претензий к поведению. Учился на естественном отделении физико-математического факультета Московского университета (1887—1890). В 1890 за участие в студенческой сходке был арестован, удалён из Московского университета, а затем и исключён из него (последняя санкция последовала за политическую неблагонадёжность). Будучи студентом, поддерживал контакты с Парижской студенческой ассоциацией, участвовал в международном студенческом сотрудничестве.
Был восстановлен в университете на историко-филологическом факультете, который окончил в 1894 году. Ученик профессора П. Г. Виноградова, автор работы «Избрание жребием должностных лиц в Афинском государстве», опубликованной в «Учёных записках» Московского университета. Подготовил раздел о завоевании Англии норманнами для «Книги для чтения по истории Средних веков» под редакцией Виноградова. Был рекомендован к оставлению при университете для подготовки к профессорскому званию, однако попечитель учебного округа не дал на это своего согласия.
Служил вольноопределяющимся в 3-й гренадерской артиллерийской бригаде. Экстерном окончил юридический факультет Московского университета в 1896 году, сдал экзамены после трёхмесячной подготовки; тема выпускного сочинения: «Влияние зависимого держания земли на гражданскую правоспособность на исходе Каролингского периода».

## Адвокат

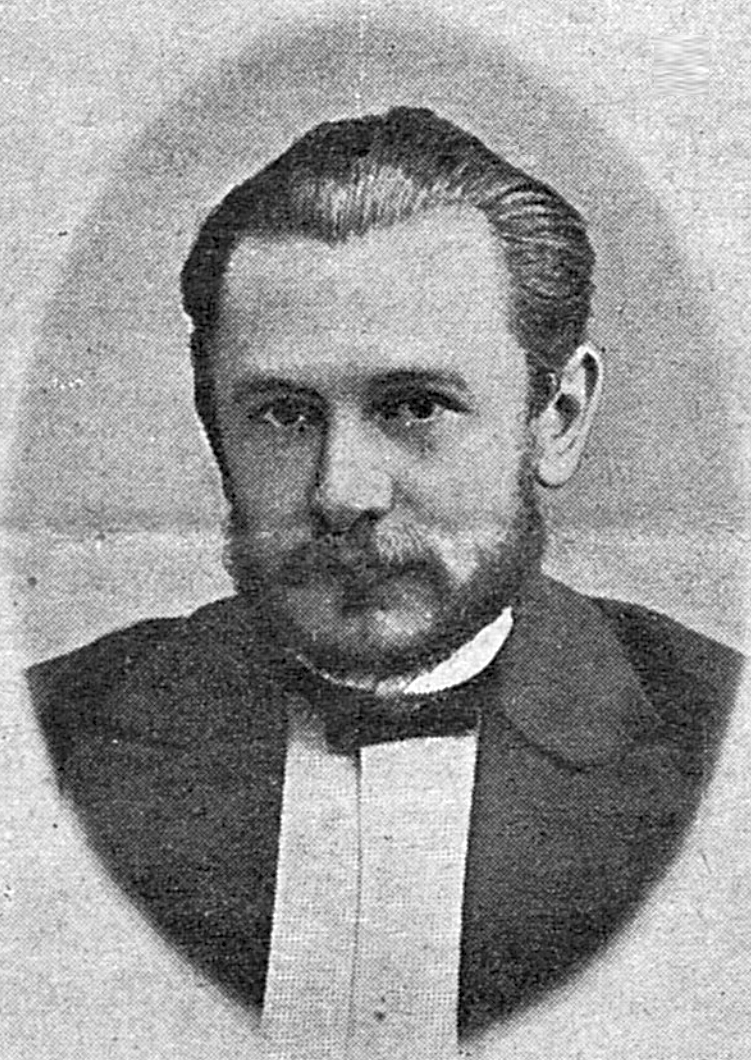
Василий Маклаков, 1905 год

С 1896 года — помощник присяжного поверенного, был помощником А. Р. Ледницкого, работал вместе с Ф. Н. Плевако. В 1901—1917 годах — присяжный поверенный округа Московской судебной палаты, участвовал во многих общественно значимых судебных процессах.
Был знаком с Л. Н. Толстым, некоторое время увлекался его учением. Первое своё судебное дело провёл по просьбе Толстого, защищая «сектанта», обвинявшегося в «совращении в раскол» и в «кощунстве». Также по просьбе знаменитого писателя защищал «толстовца» И. Е. Фельтена, обвинённого в хранении запрещённых сочинений Толстого (это дело закончилось крайне мягким приговором) и ряд других лиц.
Позднее представлял интересы обвиняемых на ряде вероисповедных процессов, в том числе в деле «сектантов-бегунов», обвинявшихся в ритуальном убийстве (подсудимые были оправданы), и в деле «павловских сектантов», обвинявшихся в погроме православной церкви. Подсудимые по этому делу были приговорены к каторжным работам, заменённым впоследствии ссылкой на поселение с особым медицинским (психиатрическим) надзором.
Неоднократно защищал подсудимых на политических процессах. Принадлежал к московскому кружку молодых адвокатов, который организовывал бесплатные юридические консультации для неимущего населения, бесплатные защиты на политических процессах. Защищал обвинявших по делам о забастовке на фабрике «Гусь» Нечаева-Мальцева (дело было прекращено, а обвиняемые освобождены), о беспорядках на фабрике Викулы Морозова в Москве (обвинение было переквалифицировано на более мягкое) и др. В 1906 году представлял интересы либерального дворянского деятеля М. А. Стаховича, обвинившего в клевете редактора монархического журнала «Гражданин» князя В. П. Мещерского.

В 1907 году был одним из защитников на процессе депутатов I Государственной думы, обвинённых в подписании Выборгского воззвания («Выборгский процесс»). Не будучи сторонником воззвания, которое считал слишком радикальным, сосредоточил внимание на чисто юридической стороне дела. Адвокат М. Л. Мандельштам так отзывался об этой речи: 

Его речь была чисто юридической, но в том-то и состояла особенность этого ораторского таланта, что он как никто другой загорался пафосом права. Психологические переживания, бытовые картины — всё это мало затрагивало Маклакова, скользило мимо его темперамента, и в подобных делах он едва возвышался над уровнем хорошего оратора. Но стоило только какому-либо нарушению права «до слуха чуткого коснуться», как Маклаков преображался. Его речь достигала редкой силы подъёма, он захватывал и подчинял себе слушателя.
В 1907 году, вместе с Н. К. Муравьёвым, защищал подсудимого адвоката В. А. Жданова. Им удалось в первой инстанции военно-окружного суда, в Москве, добиться оправдательного приговора. Адвокаты защищали своего коллегу безвозмездно.
Кроме бесплатных защит брался и за уголовные дела «доходных» клиентов. Участие в одном из таких дел — миллионера Тагиева, обвинявшегося в истязании (1912) — привело к критике в адрес Маклакова со стороны либеральной общественности.

### «Дело Бейлиса»
В 1913 году был одним из защитников М. Бейлиса на процессе по делу о ритуальном убийстве. Сыграл значительную роль в оправдании подсудимого. В своей речи на процессе в ситуации, когда многие прогнозировали обвинительный приговор, в частности, сказал: 
Бейлис смертный человек, пусть он будет несправедливо осуждён, пройдёт время, и это забудется. Мало ли невинных людей было осуждено; жизнь человеческая коротка — они умерли, и про них забыли, умрёт Бейлис, умрёт его семья, всё забудется, всё простится, но этот приговор… этот приговор не забудется, не изгладится, и в России будут вечно помнить и знать, что русский суд присяжных из-за ненависти к еврейскому народу отвернулся от правды.

В послании В. А. Маклакову духовного правления Главной хоральной синагоги в Ростове-на-Дону после окончания процесса говорилось: 
Дело Бейлиса, которое Вы так геройски защищали, — это дело всего мыслящего человечества. Вы были наиболее ярким, наиболее могучим выразителем лучшего и наиблагороднейшего, что есть в этом человечестве, что вылилось так сильно, так стихийно, так величественно-прекрасно в Вашей талантливой защите.

## Политик
С 1904 года был секретарём и архивариусом оппозиционного кружка «Беседа», участвовал в деятельности Союза освобождения. С 1905 года — член Конституционно-демократической партии (Партии народной свободы). С января 1906 года — член ЦК кадетской партии, в которой занимал позиции на правом фланге; пользовался репутацией одного из наименее склонных к радикализму кадетов, сторонника конституционной монархии и диалога с правительством. Руководил школой адвокатов, созданной при кадетской партии.

### Член Государственной думы

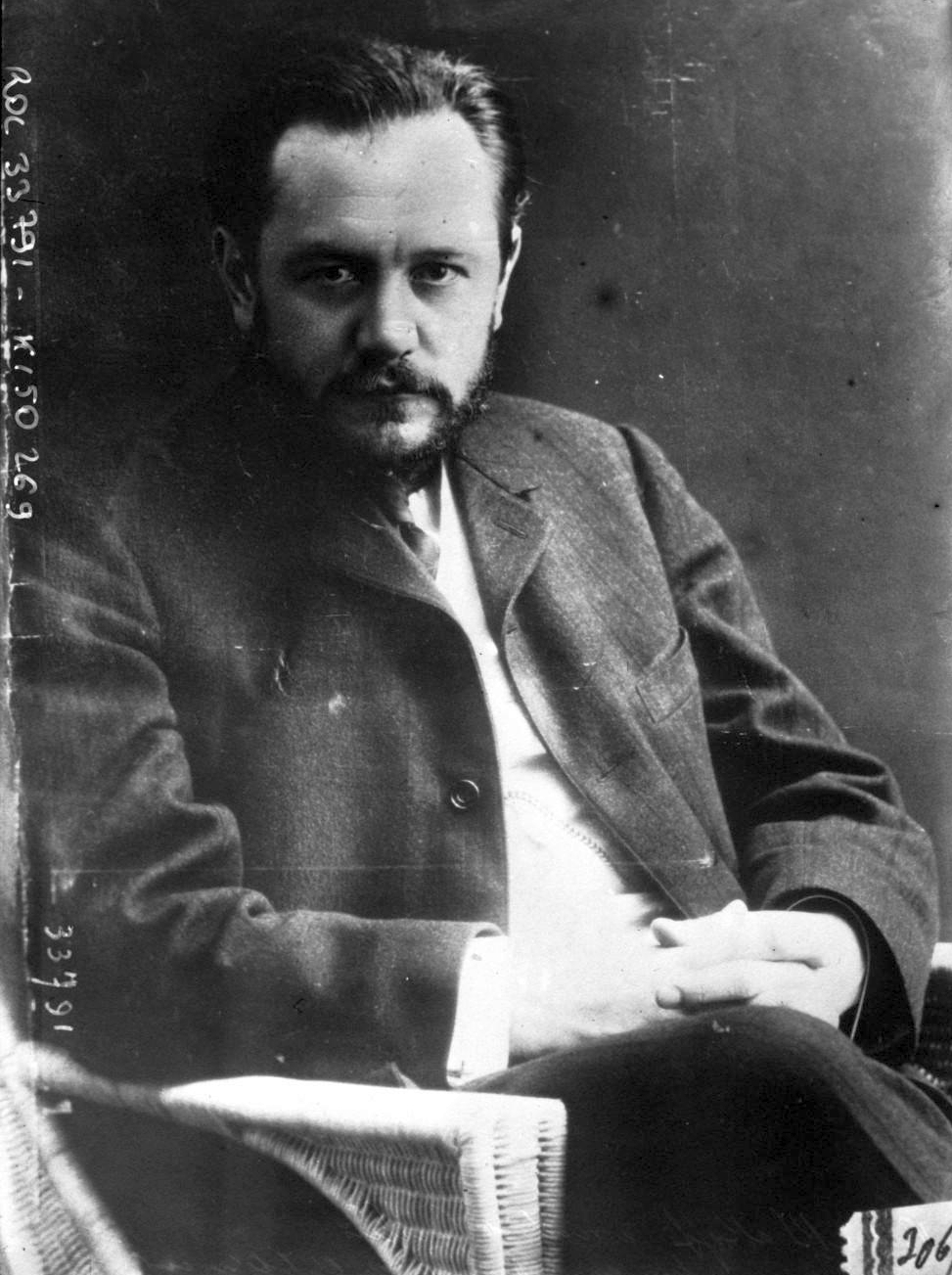
Депутат Третьей Думы, 1910

Член Государственной думы II, III и IV созывов от Москвы, один из популярнейших думских ораторов. Из выступлений Маклакова наибольшую известность получили его речи, посвящённые внутренней политике правительства при обсуждении бюджетов министерств: внутренних дел, юстиции и народного просвещения, а также по запросам о деятельности московского генерал-губернатора С. К. Гершельмана в отношении приговоров военно-полевых судов (во II Думе), и по делу Азефа (в III Думе). Был председателем (во II Думе) и членом комиссии по Наказу, входил в состав комиссий по судебным реформам, печати, старообрядческому вопросу и др. Деятельница кадетской партии Ариадна Тыркова писала: 

Одним из ценных качеств Маклакова является его редкая терпимость. Но, к сожалению, это скорее ослабляло его положение в Думе и в партии, где большинство ещё не изжило боевой нетерпимости.

В 1908 году на лето приехал в Сибирь для изучения Амурской области в связи с постройкой Амурской дороги.
С 1914 года активно работал во Всероссийском земском союзе и в одном из передовых отрядов Красного Креста. Участвовал в деятельности оппозиционного Прогрессивного блока. Автор опубликованной в «Русских ведомостях» в 1915 статьи «Трагическое положение», получившей широкую известность в русском обществе. В статье говорилось о «безумном шофёре», который «править не может», «ведёт к гибели вас и себя», но «цепко ухватился за руль» и не пускает людей, «которые умеют править машиной». Всё это происходит на узкой дороге над пропастью. Далее Маклаков задавался вопросом — как поступить: вырывать на скорости руль, рискуя подвергнуть смертельной опасности едущих в машине, или всё же ехать дальше, отложив такую попытку до более спокойной обстановки? Сам Маклаков был склонен к тому, что отложить счёты с властью до момента поражения внешнего врага, но многие читатели восприняли этот текст только как обличительный памфлет в адрес царя, который и был представлен в статье в качестве «безумного шофёра».

В 1916 году Маклаков был причастен к подготовке убийства Г. Е. Распутина, но от непосредственного участия в нём отказался. Маклаков сообщал в своем дневнике: 

В разговоре с Юсуповым <…> я сказал, что убить всего лучше ударом; можно будет потом привезти труп в парк, переехать автомобилем и симулировать несчастный случай. Говоря об орудии, которым можно было бы покончить с человеком без шума и без улик, я указал ему для примера на лежащий на моем столе кистень <…> с двумя свинцовыми шарами на коротенькой гнущейся ручке. Его я ещё до войны купил за границей.

### Деятельность в 1917 году
Во время Февральской революции был комиссаром Временного комитета Государственной думы в Министерстве юстиции. По одной из версий событий, его планировалось назначить на пост министра юстиции, но эту должность во Временном правительстве получил представитель Исполкома Петросовета А. Ф. Керенский. По другой версии, он был назначен на пост министра по делам Финляндии, но вскоре правительство решило не создавать такого поста, и Маклаков в состав правительства не вошёл. В марте — председатель Юридического совещания при Временном правительстве. С мая 1917 года — член Особого совещания для изготовления проекта Положения о выборах в Учредительное собрание. 25 июня 1917 года по новому избирательному закону избран в Московскую городскую думу по списку конституционно-демократической партии. С августа 1917 — член Всероссийской по делам о выборах в Учредительное собрание комиссии. Назначенный Временным правительством послом во Франции, приказом наркома иностранных дел Л. Д. Троцкого в ноябре 1917 был уволен. Находясь во Франции, был избран членом Учредительного собрания.

## Эмигрант
Активный сторонник Белого движения, которое представлял за рубежами России в качестве члена Русского политического совещания. В сентябре 1920 года посетил Крым, где встречался с П. Н. Врангелем.
До установления дипломатических отношений между СССР и Францией в 1924 году де-факто исполнял обязанности посла. С 1924 года возглавлял Эмигрантский комитет, взявший на себя представительство интересов русских эмигрантов во Франции, и выдавал удостоверения русским эмигрантам. Был председателем комитета до своей кончины с перерывом на период нацистской оккупации, когда этот орган был распущен немецкими властями. С 1922 года — председатель, затем почётный председатель Московского землячества в Париже. Был членом Комитета русских юристов за границей, членом Совета Русского высшего технического института, членом Общества друзей Русского народного университета. С 1937 года — председатель Комитета Франко-русского института.
В эмиграции занимался литературной деятельностью, автор работ по истории российской общественно-политической жизни начала XX века, мемуарист. Сторонник консервативного либерализма.
В 1926 году Василий Алексеевич организовал переправку в США архивов Парижского бюро заграничной агентуры Департамента полиции Министерства внутренних дел Российской империи с 1885 по 1917 годы. Эти документы хранятся в Институте Гувера Стэнфордского университета.

Во время Второй мировой войны занимал антифашистскую позицию, в 1942 году был арестован гестапо, несколько месяцев содержался в тюрьме. В феврале 1945 года посетил советское посольство в Париже в составе делегации русских эмигрантов, заявив: 
Я испытываю чувства глубокого волнения и радости, что дожил до дня, когда я, бывший русский посол, могу здесь, в здании русского посольства, приветствовать представителя Родины и принять участие в её борьбе с врагами-захватчиками.
В марте 1945 года был избран почётным председателем Объединения русской эмиграции для сближения с Советской Россией. Однако вскоре решительно дистанцировался от любых контактов с советскими властями и не солидаризировался с той частью эмиграции, которая в первые послевоенные годы занимала просоветские позиции.

## В масонстве
Видный деятель русского масонства. Вступил в 1905 году в парижскую ложу «Масонский авангард» Великого востока Франции. Затем состоял в российских ложах. В 1908 году был возведён в Париже в степень Рыцаря розы и креста (18 гр.) Древнего и принятого шотландского устава. В России был членом розенкрейцерского капитула (15-18 градус) «Астрея» (с 1908 года), членом-основателем и первым надзирателем московской ложи «Возрождение», оратором петербургской ложи «Полярная звезда» Великого востока Франции. Во время эмиграции во Франции был членом-основателем ложи «Свободная Россия», членом-основателем и оратором Державного капитула «Северная звезда». Был возведён в 33° ДПШУ. С 1948 года — почётный досточтимый мастер ложи «Северная звезда» Великого востока Франции.

## Семья
- Отец — Алексей Николаевич Маклаков (1838—1905) — потомственный дворянин Московской губернии, профессор Московского университета, офтальмолог, известный в Москве практикующий врач.
- Мать — Елизавета Васильевна, урождённая Чередеева (умерла в 1881), происходила из дворянского рода.

Братья:
- Николай (1871—1918) — возглавлял министерство внутренних дел (1912—1915), член Государственного совета, убеждённый монархист.
- Алексей (1872—1918) — профессор Московского университета, офтальмолог, директор глазной университетской клиники.

Сёстры
- Ольга (1876—1905)
- Мария (1878—10.05.1957), в эмиграции во Франции, общественная деятельница, похоронена на кладбище Сент-Женевьев-де-Буа[14].

## Труды
- Завоевание Англии норманнами. — М., 1898. — 46 с.
- Маклаков В. А. Л. Н. Толстой как общественный деятель. — М.: Толстовское общество в Москве, 1912. — 42 с.
- Русская культура и А. С. Пушкин. (1926)
- Маклаков В. А. Власть и общественность на закате старой России (воспоминания современника) / В 3-х частях. — прилож. к «Иллюстрированной России», 1936. — 120+157+225 с.
- Из воспоминаний. — Нью-Йорк, 1954.
- «Совершенно лично и доверительно!»: Б. А. Бахметев — В. А. Маклаков. Переписка. 1919—1951 гг. В 3-х тт. — М., 2001—2002
- Первая Государственная Дума: Воспоминания современника. 27 апреля — 8 июля 1906 года. — Париж, 1939 (pdf)
- Вторая Государственная Дума. Воспоминания современника. 20 февраля — 2 июня 1907 года. — Париж, 1940 (pdf)
- Речи судебные, думские и публичные лекции. 1904—1926 (с предисловием М. А. Алданова). — Париж. 1949 (pdf)
- Воспоминания. Лидер московских кадетов о русской политике 1880—1917 гг. — М., 2006.
- «Права человека и империи» : В. А. Маклаков — М. А. Алданов. Переписка 1929—1957 гг. / Сост., вступ. статья и примеч. О. В. Будницкого — М., 2015.